# Samuel Graves
Samuel Graves (1713 – 1787) fou un almirall de la Royal Navy, conegut pel seu paper a l'inici de la Guerra de la Independència dels Estats Units.

## Carrera militar
Fill de Samuel Graves, es creu que va néixer a Irlanda del Nord, on el seu avi, el capità James Graves (1654-1689), que es va casar amb una filla de Sir John Herdman de Stannington, va viure, abans que li fossin robats els salaris del seu regiment i assassinat al llit. Graves es van unir a la Royal Navy el 1732. Ascendit a tinent el 1739, va participar en l'expedició contra Cartagena de 1741, servint a la fragata Norfolk, sota el comandament del seu oncle i futur almirall, Thomas Graves. El cosí de Samuel Graves, Thomas, fill del capità Graves i també futur almirall, va servir al seu costat a la tercera categoria de vaixells de la línia de Norfolk (80). Promogut al comandament de la corbeta Bonetta el 1743, Graves va servir a les Índies Occidentals fins al 1747, al comandament del Ripon's Prize i, més tard, l'Enterprise.

### Guerra dels Set Anys
El 1756 Graves va ser ascendit a comandar el Duke. Dos anys més tard, Graves va tornar al comandament del Duke, servint de nou sota Hawke a la batalla de la badia de Quiberon el 20 de novembre de 1759. Va continuar al comandament del Duke fins al seu ascens a contraalmirall l'octubre 1762.

### Guerra d'Independència Americana
L'octubre de 1770 Graves va ser ascendit a vicealmirall i el juliol 1774 va assumir el comandament de la base naval nord-americana. Les ordres de Graves eren vagues, els seus recursos sobrecarregats i la seva tasca, en les paraules del Diccionari de Biografia Nacional, "potser la tasca més descortès que mai hagi caigut en sort a un oficial de la marina." D'acord amb les seves instruccions, Graves es va encarregar de donar suport als funcionaris de duanes per fer complir els diversos ingressos i lleis comercials que regien el comerç colonial d'Amèrica del Nord dins de l'imperi, especialment la Llei del Port de Boston. Amb només sis vaixells i més d'un miler de milles de costa de Nova Escòcia a Florida per patrullar, la tasca de Greus era sisífica.
La manca de personal va aguditzar encara més els problemes de la Royal Navy, obligant-la així a recórrer per pressionar les bandes per tal de complementar les escasses tripulacions dels vaixells. Per agreujar el problema, l'actitud i comportament dels oficials de la marina que no van reconèixer l'autoritat local i eren més sovint despectius envers els funcionaris i les sensibilitats locals.
Aquarterat a Boston, Graves va ser al centre de l'agitació revolucionària a Nova Anglaterra. Els seus mariners van tripular els vaixells que transportaven soldats britànics a través del riu Charles cap a Concord la nit del 18 d'abril de 1775. Dos mesos després, el 17 de juny de 1775, els seus mariners van donar ajudar novament a les tropes, aquest cop a la Península de Charlestown, mentre alguns dels seus vaixells proporcionaven suport naval a la victòria pírrica de Bunker Hill. Durant el setge de Boston, l'almirall Graves, el 6 d'octubre de 1775, va ordenar al tinent Henry Mowatt, comandant del vaixell armat HMS Canceaux, destruir els ports marítims que donaven suport a la rebel·lió. Mowatt va cremar Falmouth (actual Portland, Maine) el 18 d'octubre.
El 27 de gener de 1776, el vicealmirall Richard Howe va succeir Graves com a comandant en cap de la base d'Amèrica del Nord. Graves va tornar a Anglaterra sense una ordre. El setembre de 1777 va declinar ordre de Plymouth, però va comunicar el desig de tornar al servei actiu. Graves va ascendir a almirall del blau el 29 de gener de 1778, almirall del blanc el 8 d'abril de 1782, i va morir a la seva propietat a Hembury Fort, Honiton, Devon, el 8 de març de 1787. Un monument esculpit per John Bacon però dissenyat per una "Miss Burgess" va ser aixecat a Dunkeswell, Devon, aquell mateix any.

## Família
Es va casar amb Elizabeth Sedgwick, filla de John Sedgwick de Staindrop (comtat de Durham). Després de la mort d'Elisabeth el 1767 es va casar de nou l'any 1769 amb Margaret Spinkes, filla d'Elmer Spinkes d'Aldwinkle, a Northamptonshire, i una germana gran d'Elizabeth Simcoe. No va tenir fills, només una noia sota la seva tutela (la filla de la seva difunta cunyada) que es va casar amb el seu fillol John Graves Simcoe, que més tard es va convertir en el primer governador general de l'Alt Canadà. Era oncle del contraalmirall Sir Thomas Graves, K.B. que era un cosí germà de l'Almirall Lord Thomas Graves.